# Trentodoc
Trentodoc (Trento DOC) — итальянское игристое вино, производимое в провинции Трентино региона Трентино-Альто-Адидже. Винодельческая зона Тренто DOC была зарегистрирована в 1993 году. В 2007 году виноделы региона приняли решение о ребрендинге своего игристого вина, производимого по классическому методу шампанских вин, получившего с этого момента слитное написание — Trentodoc.
История игристых вин региона берёт начало с экспериментов итальянского энолога Джулио Феррари, стажировавшегося в начале XX века на предприятиях Шампани. Убедившись, что климатические условия и терруар Трентино схожи с условиями Шампани, Феррари решил начать производство игристых вин у себя на родине. На тот момент международная защита товарного знака вин из Шампани ещё не получила современные строгие правила и вино Феррари получило известность и признание под наименованием G. Ferrari Champagne Maximum Sec. Для производства вина используется виноград шардоне с добавлением традиционных для приготовления игристых вин сортов пино нуар, пино блан, пино менье. Количество хозяйств, производивших игристое в окрестностях Тренто постепенно увеличивалось. Вино из Трентино изначально производилось по традиционной технологии шампанских вин — со вторичным брожением в бутылках, что отличало его от известных итальянских марок просекко и ламбруско, производимых по методу Шарма. В 1993 году, во время процесса сертификации DOC, зона производства игристого вина из Трентино была ограничена площадью в 800 гектаров, на которых размещались виноградники семи десятка деревень.
Стандарт Тренто DOC оговаривает следующее деление производимого вина в зависимости от вторичной выдержки в бутылках на осадке:
- Brut: выдержка не менее 15 месяцев на осадке
- Millesimato: выдержка не менее 24 месяцев
- Riserva: выдержка не менее 36 месяцев.

Но на практике производители значительно превосходят оговоренные в стандарте сроки выдержки вина на осадке, так как длительная выдержка значительно улучшает вкусовые качества игристого вина из Трентино. Дегустаторы отмечают тона спелого яблока, орехов и цитрусовых в его аромате.
По содержанию сахара виноделы Тренто выпускают следующую линейку своих игристых вин:
- Pas Dosè (нулевое содержание): допускается содержание не более 3 грамм сахара на литр вина, не допускается добавление сахара после завершения вторичной выдержки вина в бутылке;
- Extra Brut: содержание сахара в окончательном продукте от 0 до 6 грамм на литр;
- Brut: не более 12 грамм на литр;
- Extra Dry: от 12 до 17 грамм на литр;
- Dry (или Sec): от 17 до 32 грамм на литр;
- Demi Sec: от 32 до 50 грамм на литр.